# Jack Fairman
Jack Fairman (Horley, 15 maart 1913 – Rugby, 7 februari 2002) was een Britse Formule 1-coureur.
Fairman reed in 1953 en tussen 1955 en 1961 dertien Grands Prix voor de teams van HWM, Connaught, BRM, Cooper en Ferguson.